# Andrea Migno
Andrea Migno (* 10. Januar 1996 in Cattolica) ist ein ehemaliger italienischer Motorradrennfahrer, der zuletzt in der Moto3-Klasse in der Motorrad-Weltmeisterschaft antrat.

## Statistik in der Motorrad-Weltmeisterschaft
(Stand: Saisonende 2024)
| Saison | Klasse | Team                         | Motorrad | Rennen | Siege | Zweiter | Dritter | Poles | Schn. Runden | Punkte | Ergebnis |
| ------ | ------ | ---------------------------- | -------- | ------ | ----- | ------- | ------- | ----- | ------------ | ------ | -------- |
| 2013   | Moto3  | GMT Racing                   | FTR      | 2      | –     | –       | –       | –     | –            | –      | –        |
| 2014   | Moto3  | Mahindra Racing              | Mahindra | 7      | –     | –       | –       | –     | –            | 8      | 25.      |
| 2015   | Moto3  | Sky Racing Team VR46         | KTM      | 18     | –     | –       | –       | –     | –            | 35     | 19.      |
| 2016   | Moto3  | Sky Racing Team VR46         | KTM      | 18     | –     | –       | 2       | –     |              | 63     | 17.      |
| 2017   | Moto3  | Sky Racing Team VR46         | KTM      | 18     | 1     | –       | –       | –     | 1            | 118    | 9.       |
| 2018   | Moto3  | Ángel Nieto Team Moto3       | KTM      | 18     | –     | 1       | –       | –     | –            | 84     | 11.      |
| 2019   | Moto3  | Bester Capital Dubai         | KTM      | 19     | –     | 1       | 1       | 1     | 1            | 78     | 13.      |
| 2020   | Moto3  | Sky Racing Team VR46         | KTM      | 15     | –     | –       | –       | –     | –            | 60     | 15.      |
| 2021   | Moto3  | Rivacold Snipers Team        | Honda    | 18     | –     | 1       | 2       | 2     | 1            | 110    | 10.      |
| 2022   | Moto3  | Rivacold Snipers Team        | Honda    | 20     | 1     | –       | 1       | 1     | 1            | 103    | 9.       |
| 2023   | Moto3  | CIP Green Power              | KTM      | 7      | –     | –       | 1       | –     | –            | 17     | 25.      |
| 2024   | Moto2  | Yamaha VR46 Master Camp Team | Kalex    | 1      | –     | –       | –       | –     | –            | –      | 39.      |
| Gesamt | Gesamt | Gesamt                       | Gesamt   | 161    | 2     | 3       | 7       | 4     | 4            | 676    |          |

Grand-Prix-Siege
| Saison | Klasse | Rennen  |
| ------ | ------ | ------- |
| 2017   | Moto3  | Italien |
| 2022   | Moto3  | Katar   |

### In der Supersport-Weltmeisterschaft
| Saison | Team                                | Motorrad         | Rennen | Siege | Zweiter | Dritter | Poles | Schn. Runden | Punkte | Ergebnis |
| ------ | ----------------------------------- | ---------------- | ------ | ----- | ------- | ------- | ----- | ------------ | ------ | -------- |
| 2023   | Petronas MIE – MS Racing Honda Team | Honda CBR 600 RR | 2      | –     | –       | –       | –     | –            | 0      | –        |
| Gesamt | Gesamt                              | Gesamt           | 2      | 0     | 0       | 0       | 0     | 0            | 0      |          |